# Villa Albani
Pour les articles homonymes, voir Albani.
La villa Albani (ou villa Albani-Torlonia) est un édifice palatial italien situé à Rome, construit entre 1747 et 1767 sur la Via Salaria pour le cardinal Alessandro Albani, neveu du pape Clément XI, par l'architecte Carlo Marchionni dans un style néoclassique.

## Histoire
Projetée en 1743, la construction de la villa a commencé en 1747, et s'est achevée en 1763. La demeure était destinée à abriter les collections d'antiquités et de sculptures antiques du cardinal Alessandro Albani.
Dès le début des travaux, des parterres à la française ont été créés dans les jardins qui compose le parc, complétés par deux temples, un temple ionique de Diane et un simulacre de ruine. Les collections d'antiques d'Albani ont été cataloguées par le secrétaire du cardinal, le premier historien de l'art, Johann Joachim Winckelmann, qui avait été pris en charge par Albani et devint une sorte de conservateur de la collection.
Après les bouleversements de la période napoléonienne, les héritiers Albani vendent la villa aux Chigi, qui la revendirent ensuite, en 1867, aux Torlonia, des banquiers et collectionneurs romains ; la villa est restée, depuis, aux mains de leurs héritiers : le domaine est donc privé.
La collection de monnaies et de médailles antiques du cardinal a été vendue vers 1840 au marquis Gampietro Campana (1809-1880), un collectionneur compulsif, puis elle fut transférée à la Bibliothèque Vaticane, que le cardinal avait d'ailleurs présidée à partir de 1761.
Quelques sarcophages, colonnes et sculptures ont été dispersés, mais l’Antinoüs de la Villa Albani, un célèbre bas-relief, provenant de la villa d'Hadrien à Tivoli, est demeuré dans la vaste collection des Torlonia.

## Description
L'édifice est l'un des premiers exemples de transition entre le style baroque et le néoclassicisme. Le complexe comprend la villa, des escaliers et des terrasses, le parc incluant les petits temples, des fontaines, et à l'autre extrémité, un bâtiment en forme d'hémicycle abritant le salon d'été.
L'ensemble couvre une surface de dix hectares.
En 1761, dans le salon principal de la villa, la galleria, le peintre néoclassique Anton Raphael Mengs a exécuté la fresque du Parnasse, l'une des premières manifestations picturales du style néoclassique.

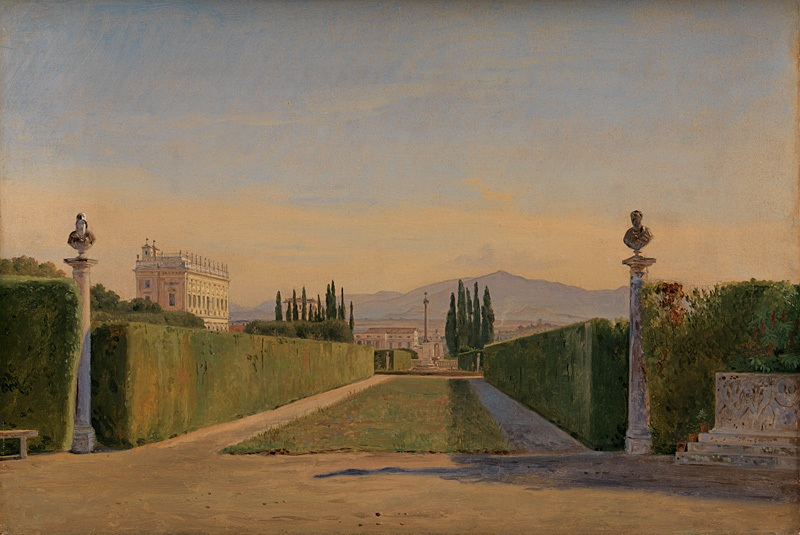
Toile représentant la villa, par Constantin Hansen (1841).
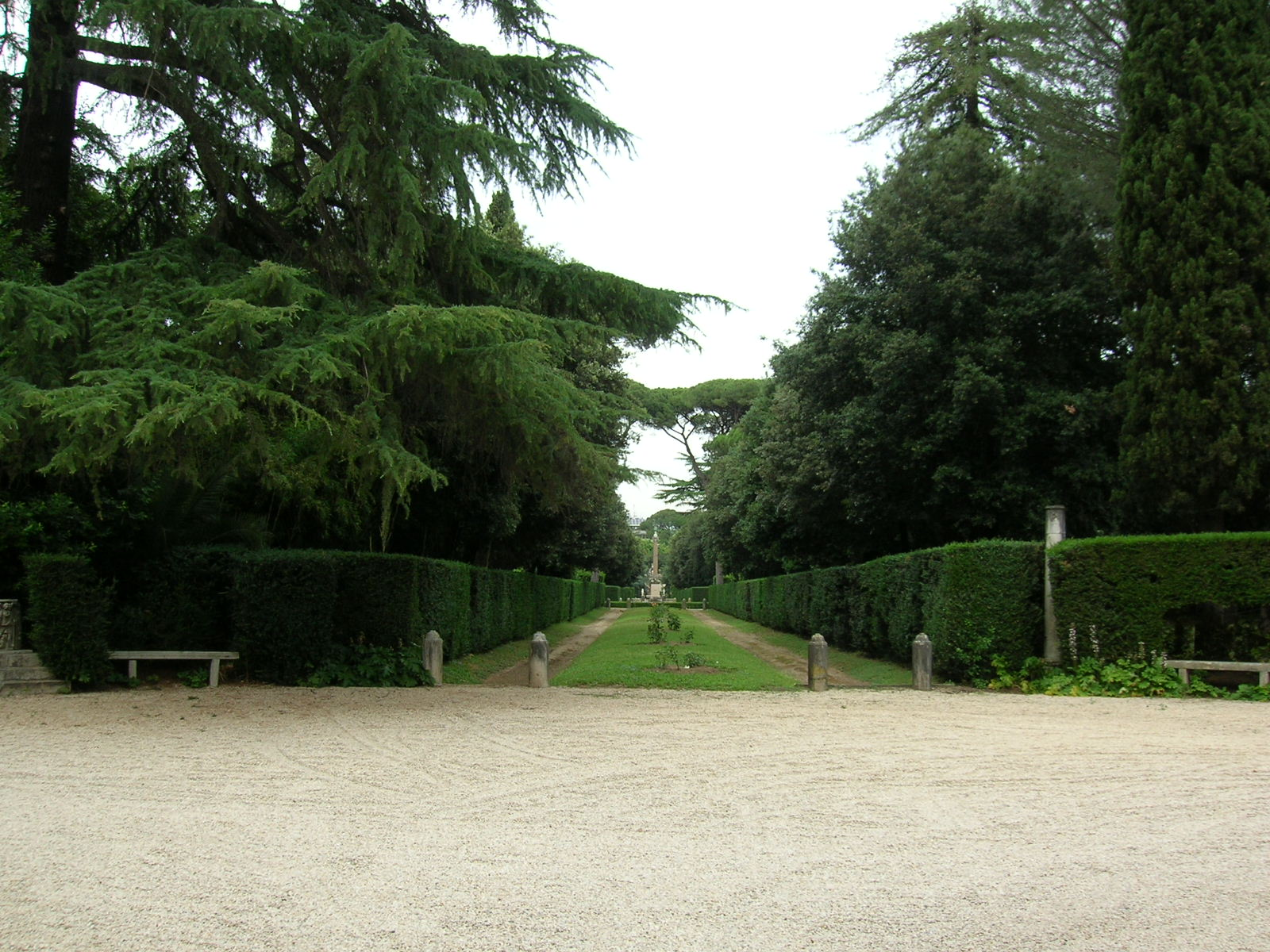
Vue du parc.
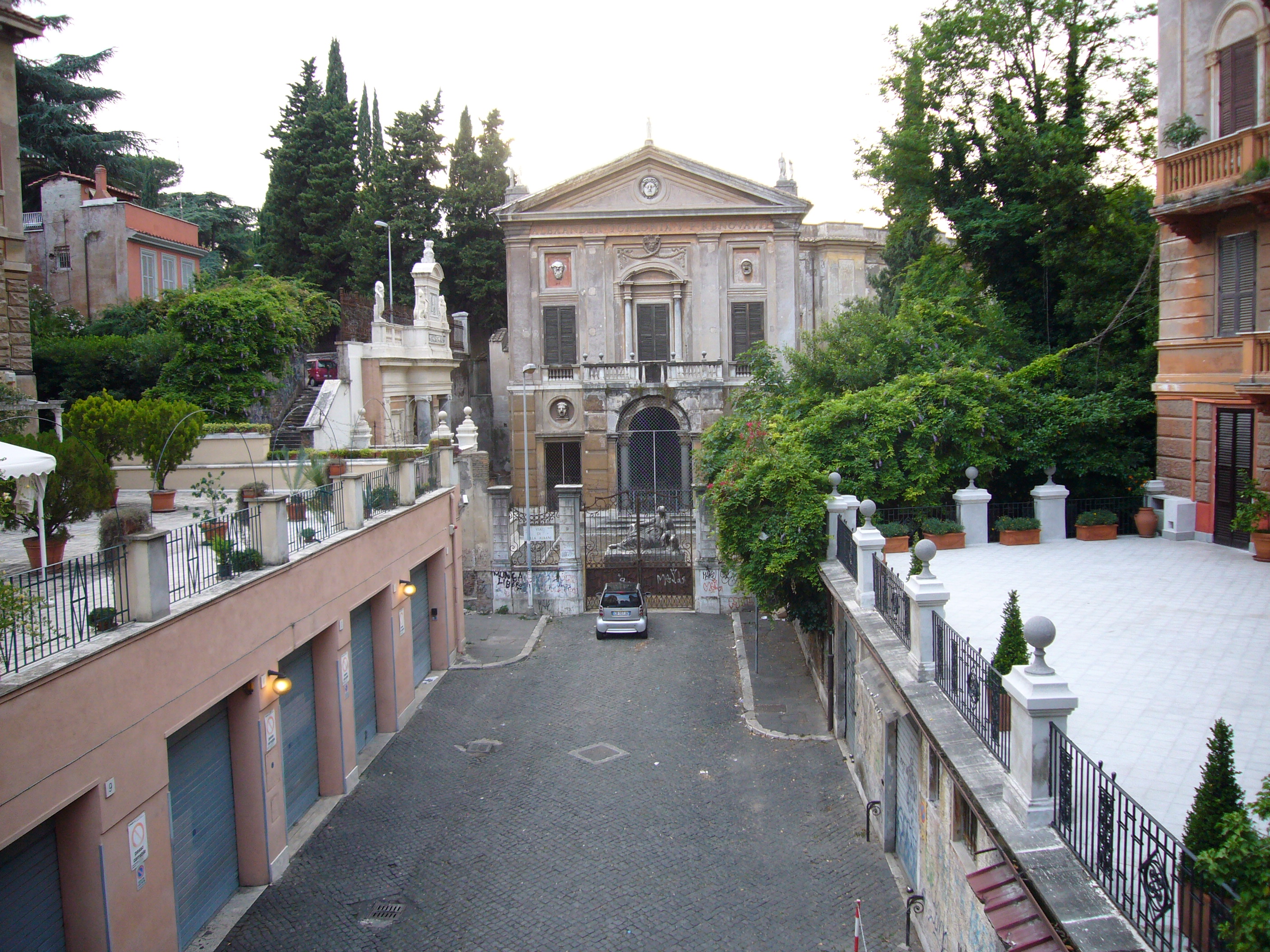
Une des entrées.

## Œuvres
Les collections archéologiques exceptionnelles d'Albani furent accrues par la famille Torlonia, dont Alessandro Torlonia (1800-1886), qui acquit la villa en 1866.
Ayant reçu en 1786 le grand prix de l'Académie royale d'architecture qui le fit séjourner à Rome, Charles Percier représenta entre autres des Détails d'architecture antique d'origines diverses dont des éléments qu'il recopia de la collection Albani. L'un de ces dessins, issu du fonds de la Société centrale des architectes français, fut reproduit dans un supplément de la revue L'Architecture (1910, pl. 58).
À la fin du XIXe siècle, la villa contenait un nombre conséquent de marbres antiques, « un immense trésor d'érudition et d'art, accumulé ensemble, comme en silence », ainsi que la définissait Visconti, au début de son Catalogo (1876) : totalisant 517 sculptures au moment de son inventaire, la collection a été portée à 620 œuvres lorsqu'elles furent reproduites par Visconti dans l'un des premiers exemples de catalogue photographique d'une collection d'art ancien (I Monumenti del Museo Torlonia riprodotti con la fototipia, Rome, 1884-85), notant qu'entre temps, le nombre d'œuvres avait encore augmenté.
Aujourd'hui, la Villa a conservé une grande partie de la collection, qui avait été définie comme « la plus importante collection privée d'art antique du monde ». Des centaines de statues, marbres et bustes antiques peuplent les lieux.
Outre des antiques, la galerie abrite également des œuvres peintes de Niccolo da Foligno, Le Pérugin, Antoine van Dyck, Tintoret, Le Guerchin, Ribera, Jules Romain, Luca Giordano, David ou encore Luigi Vanvitelli.
Depuis 2019, la ville de Rome entreprend des démarches pour que la villa puisse être enfin ouverte au public, et donner ainsi accès aux collections et au parc ; ce lieu reste en effet une propriété privée presque toujours fermée aux visiteurs. La Fondation Torlonia gère l'ensemble des collections depuis 1976.

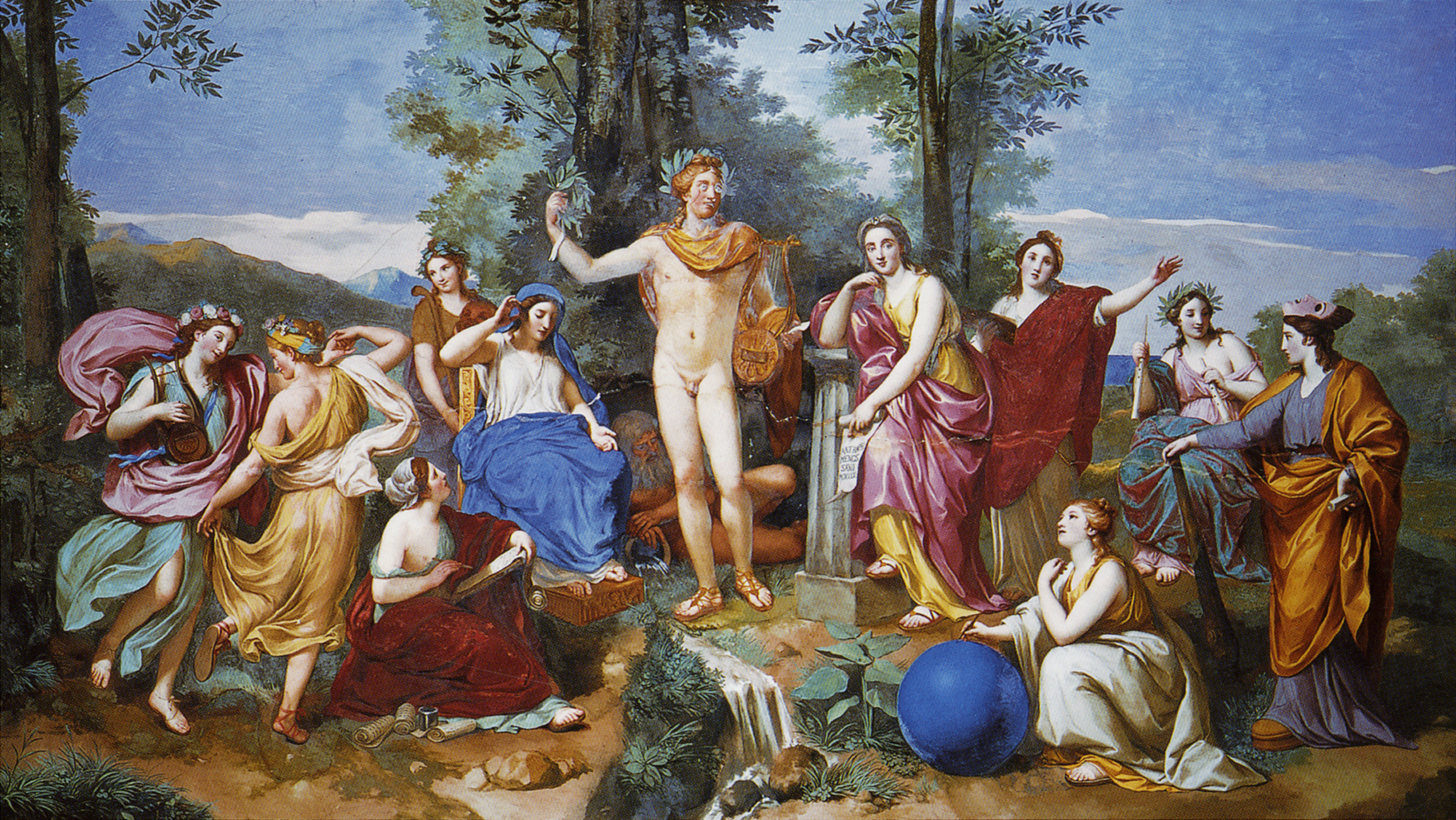
Apollon, Mnémosyne et les Muses, par Anton Raphael Mengs.

## Anecdotes
Le cardinal Alessandro Albani possédait une autre villa avec parc à Porto d'Anzio, achevée en février 1732, mais qui était habitable quelques semaines seulement au printemps, à cause de la malaria.
La villa a inspiré à l'architecte William Henry White le château de Bizy à Vernon (Eure), reconstruit en 1860 pour le banquier Fernand de Schickler, propriétaire depuis 1858.